# Gerardus Andreas Martinus van Bommel
Gerardus Andreas Martinus van Bommel (Leiden, gedoopt 2 april 1770 - aldaar, 8 augustus 1832) was een politicus.

## Leven en werk
Van Bommel, lid van de familie Van Bommel, werd in 1770 te Leiden geboren als zoon van de lakenkoopman Johannes Baptista Henricus Josephus van Bommel en Maria Agnes Josephina Vercamp. Hij studeerde rechten aan de Universiteit Leiden en promoveerde aldaar in 1792. In 1795 kwam hij als katholiek in het stadsbestuur van Leiden. In 1801 kreeg hij zitting in het Wetgevend Lichaam. Van 1807 tot 1810 was hij kamerheer van koning Lodewijk Napoleon. In 1811 werd hij adjunct-maire van Leiden. Daarna was hij lid van de provisionele stadsregering en medeburgemeester tot 1825. Vanaf 1825 tot zijn overlijden was hij wethouder van Leiden. Van 1814-1815 was hij lid van de nieuwe Staten-Generaal der Verenigde Nederlanden. In de periode 1815-1828 maakte hij, met een onderbreking van twee jaar, deel uit van de Tweede Kamer der Staten-Generaal van het Koninkrijk der Nederlanden.
Van Bommel trouwde op 3 oktober 1792 te Rijswijk met Cornelia Maria van der Kun. Na haar overlijden in 1796 trouwde hij op 24 juli 1804 te 's-Hertogenbosch met Ludovica Maria van Rijckevorsel. Na het overlijden van Ludovica in 1806 trouwde hij op 31 december 1807 te Rijswijk met Cornelia Maria Petronella van der Kun (een nicht, broersdochter, van zijn eerste vrouw), met wie hij 12 kinderen kreeg, onder wie burgemeester jhr. Jules Corneille Charles van Bommel (1819-1855). In 1815 werd hij verheven in de adelstand met het predicaat jonkheer. Van Bommel was Ridder in de Orde van de Unie (1807), Ridder in de Orde van de Reünie (1812) en Ridder in de Orde van de Nederlandse Leeuw (1815). In Voorburg bezat hij de buitenplaats Rusthof, die hij in 1826 verkocht.
Van Bommel overleed in augustus 1832 op 62-jarige leeftijd in zijn woonplaats Leiden.
- Biografisch Portaal: 84247314
- International Standard Name Identifier: 0000 0003 8883 479X
- Nederlandse Thesaurus van Auteursnamen: 303210141
- Parlement.com: vg09llsfbkso
- Virtual International Authority File: 282081605